# 하지영
하지영(본명: 서지영, 1982년 10월 ~ )은 대한민국의 희극 배우이다. 2002년 KBS 18기 공채 개그맨으로 데뷔했다. 2012년 예명을 서지영에서 하지영으로 개명하였다.

## 학력
- 대구혜화여자고등학교
- 서일대학교 연극영화과

## 출연

### 방송/예능
- SBS 《한밤의 TV연예》 - 리포터
- KBS 2TV 《개그콘서트》
- EBS 《과학실험 사이펀》 - 사회자
- Mnet 《댄싱9 시즌2》
- KBS 1 《황금의 펜타곤 2》 - 진행자
- KBS 1 《TV쇼 진품명품》 - 쇼 감정단
- YTN 《엔터 K》 - 진행자
- MBN 《아주 궁금한 이야기》 - 패널
- MBC 드라마넷 《취향저격: 뷰티플러스 시즌 2》
- SBS Plus《나만 빼고 연애중》

### 드라마
- 《하얀 거짓말》 (2007년, MBC) - 방성미 역
- 《기담전설 2 - 소름》 (2008년, E채널) - 조 작가 역
- 《우리가 결혼할 수 있을까》 (2012년, JTBC) - 특별출연
- 《칠전팔기 구해라》 (2014년, Mnet) - 특별출연
- 《호구의 사랑》 (2014년, tvN) - 특별출연
- 《속아도 꿈결》 (2020년, KBS1) - 김지연 역

### 영화
- 《광식이 동생 광태》 (2004년) - 여후배 1 역
- 《비열한 거리》 (2005년) - 서점 여직원 1 역
- 《구세주》 (2005년) - 교무과 여학생 1 역
- 《원탁의 천사》 (2005년) - 여학생 역
- 《열정같은소리하고있네》 (2014년) - SBC 리포터 역 (특별출연)
- 《별 볼일 없는 인생》 (2023년) - 나영 역